# Mercedes-Benz Citaro O530 Tr12
Mercedes-Benz Citaro O530 Tr12 — тролейбуси, зроблені на базі автобусів сімейства Mercedes-Benz Citaro

## Історія
Компанія EvoBus не пропонувала тролейбусів, тому тролейбуси, що експлуатуються в угорському місті Сегед (реєстраційні номери Т860-Т865), перебудовані із звичних автобусів Citaro протягом періоду від 2006 по 2010 рік. В них є надія, що на запчастинах інвентаризації можна зробити тролейбуси аналогічні дизельним автобусам Citaro O530, а також знизити вартість в порівнянні з тролейбусами серійного випуску. Вісім модифікованих Citaro позначаються, як О-530 TR12. 
З 2012 в Гдині два тролейбуси на експлуатації з номерами 3053 і 3054 перероблені з уживаних дизельних автобусів, 2002 року побудови.

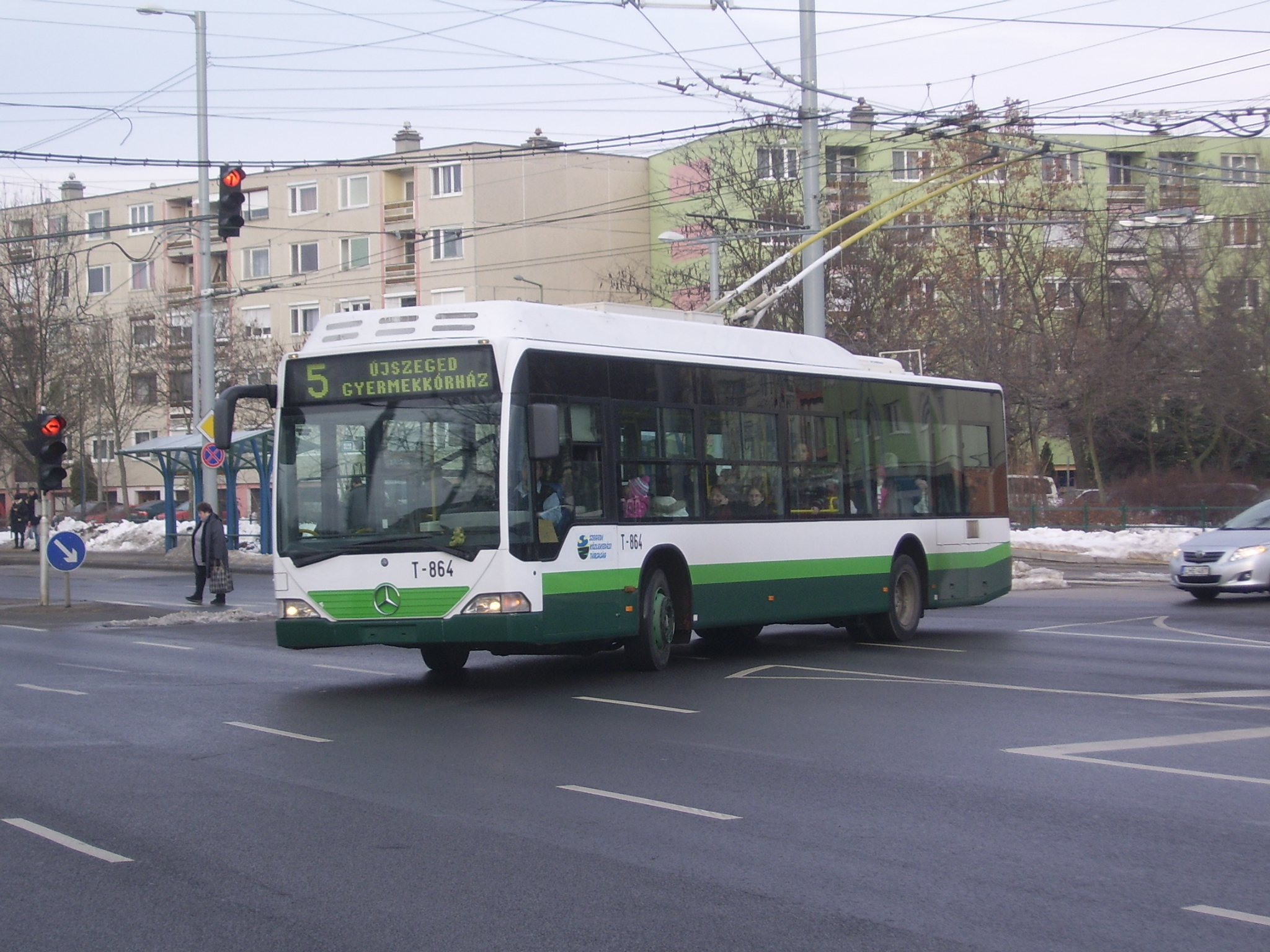
Mercedes-Benz Citaro O530 Tr12 на 5 маршруті в Сегеді, Угорщина